# Honrubia de la Cuesta
Honrubia de la Cuesta es un municipio y localidad española de la provincia de Segovia, en la comunidad autónoma de Castilla y León. Tiene una población de 49 habitantes (INE 2024).

## Geografía

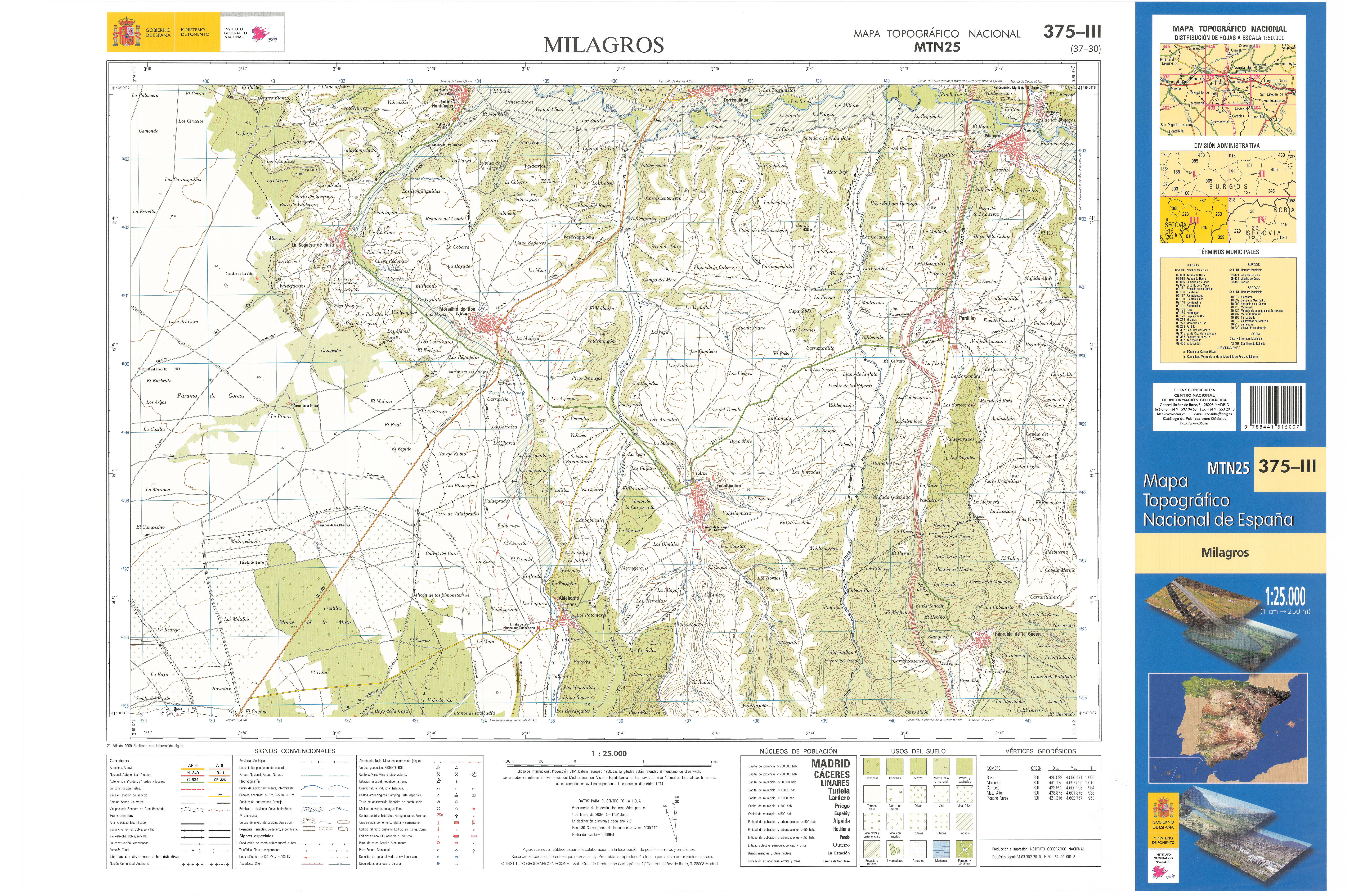
Fragmento de la hoja 375 del Mapa Topográfico Nacional de España de 2009 en el que se representa parte de Honrubia de la Cuesta

Se encuentra a 1001 m sobre el nivel del mar y formó parte de la antigua Comunidad de Viila y Tierra de Montejo, que incluía municipios de las actuales provincias de Burgos y Segovia, al sur del río Duero. Geográficamente se engloba en la transición entre las montañas del Sistema Central y el valle del Duero. Está atravesado por la Autovía del Norte, en el límite con la provincia de Burgos.
| Noroeste: Fuentenebro | Norte: Pardilla | Noreste: Villaverde de Montejo |
| Oeste: Fuentenebro    |                 | Este: Villaverde de Montejo    |
| Suroeste: Fuentenebro | Sur: Carabias   | Sureste: Villaverde de Montejo |

## Historia
En el siglo XVI se cita como Honrubia, aunque en ese mismo siglo aparece citado en documentos como Honrrubia y Fuenrubia. A mediados del siglo XIII se conocía como Fuent Ruvia. Hasta la reforma de la nomenclatura municipal de 1916 el municipio se llamaba simplemente Honrubia. En dicha fecha su nombre fue modificado por el de Honrubia de la Cuesta.

## Demografía
Cuenta con una población de 49 habitantes (INE 2024).
| Gráfica de evolución demográfica de Honrubia de la Cuesta entre 1842 y 2021 |
| |
| Población de derecho según los censos de población del INE Población de hecho según los censos de población del INEEn estos censos se denominaba Honrubia: 1842, 1897, 1900 y 1910 En estos censos se denominaba Onrubia: 1857, 1860, 1877 y 1887 |

## Administración y política
| Periodo   | Nombre                    | Partido | Partido   |
| --------- | ------------------------- | ------- | --------- |
| 1979-1983 | Pedro Marcos Posadas      |         | UCD       |
| 1983-1987 | Pedro Marcos Posadas      |         | AP-PDP-UL |
| 1987-1991 | Pedro Marcos Posadas      |         | PDP       |

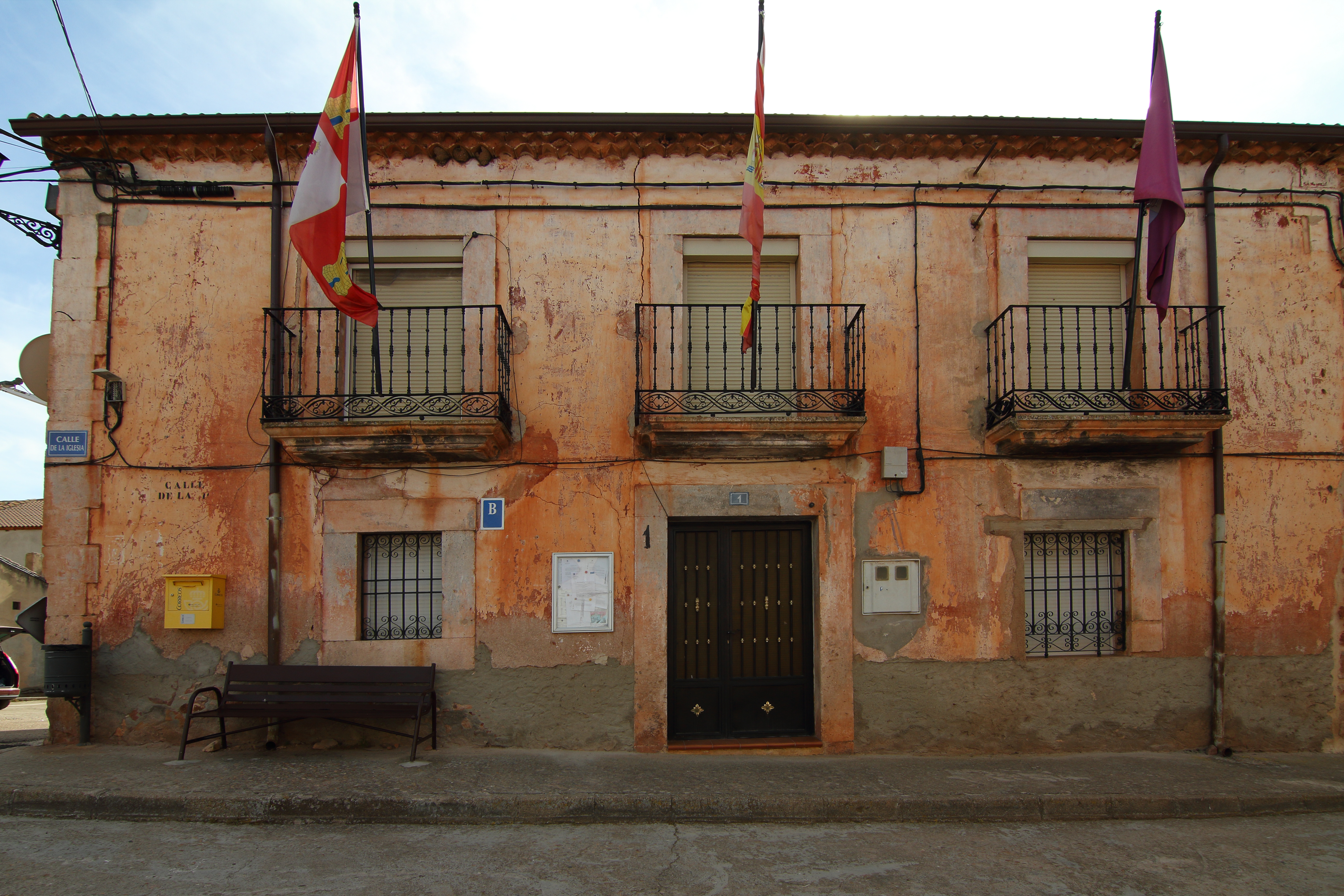
Casa consistorial

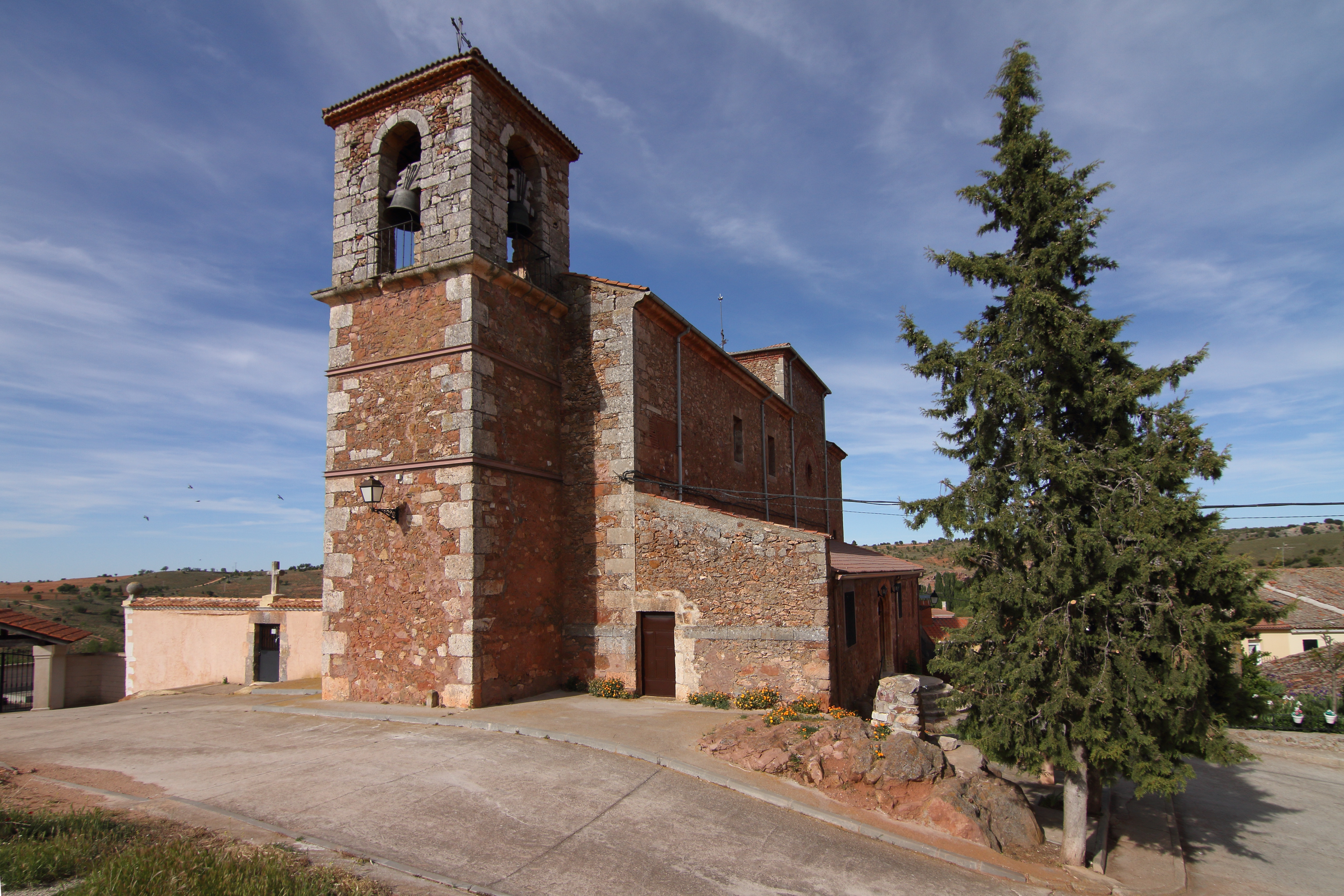
Iglesia de San Cristóbal

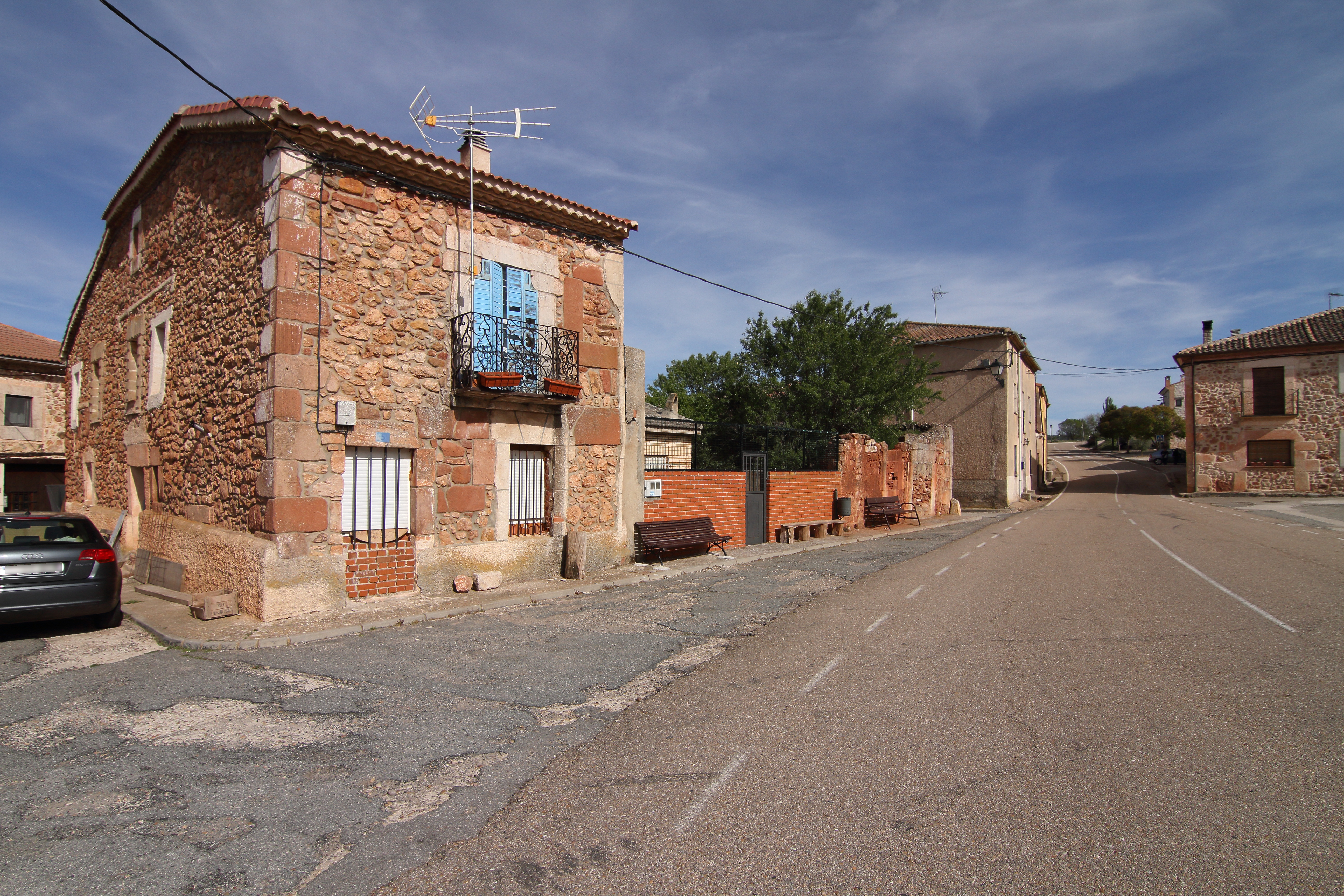
Calle Real

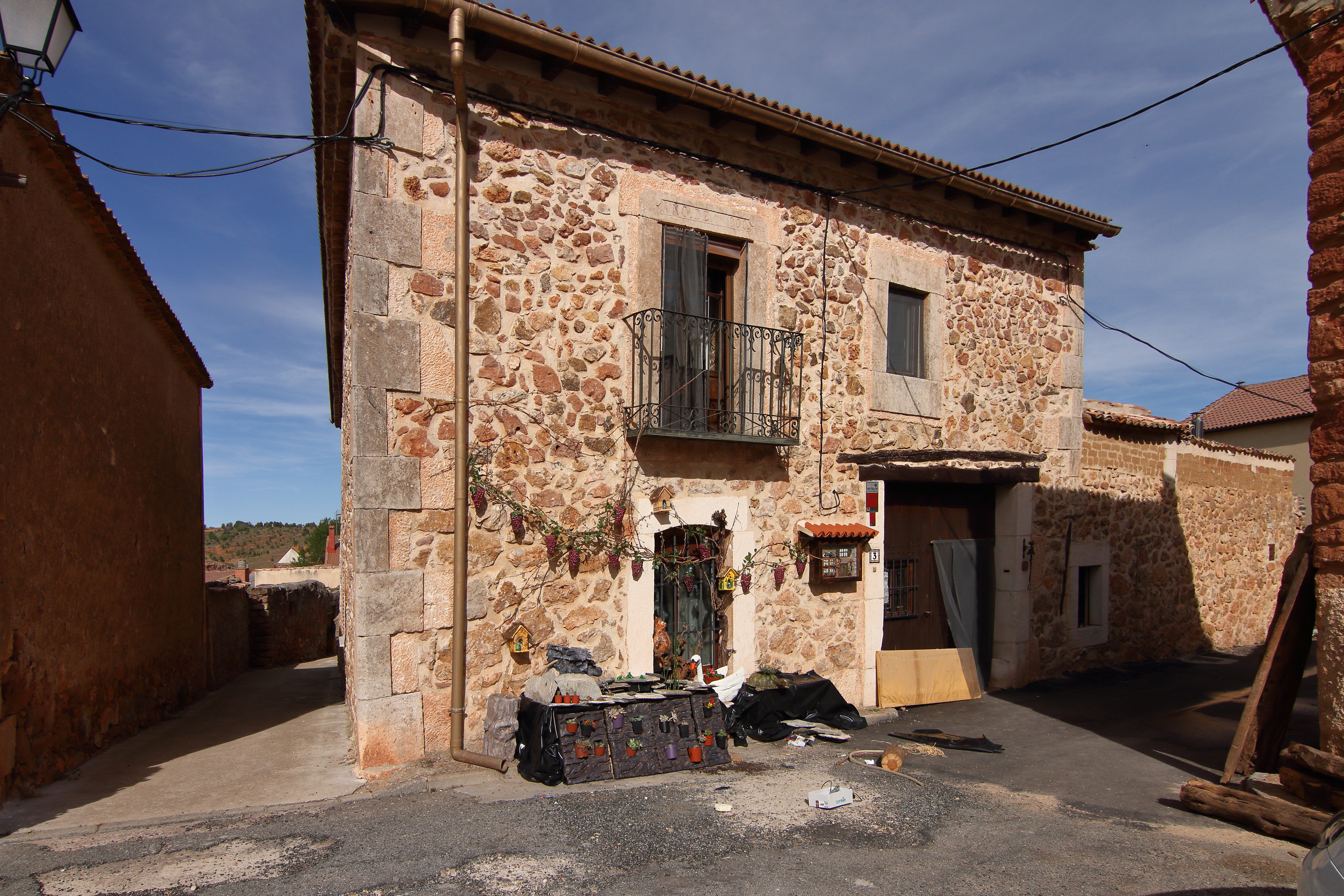
Casa típica

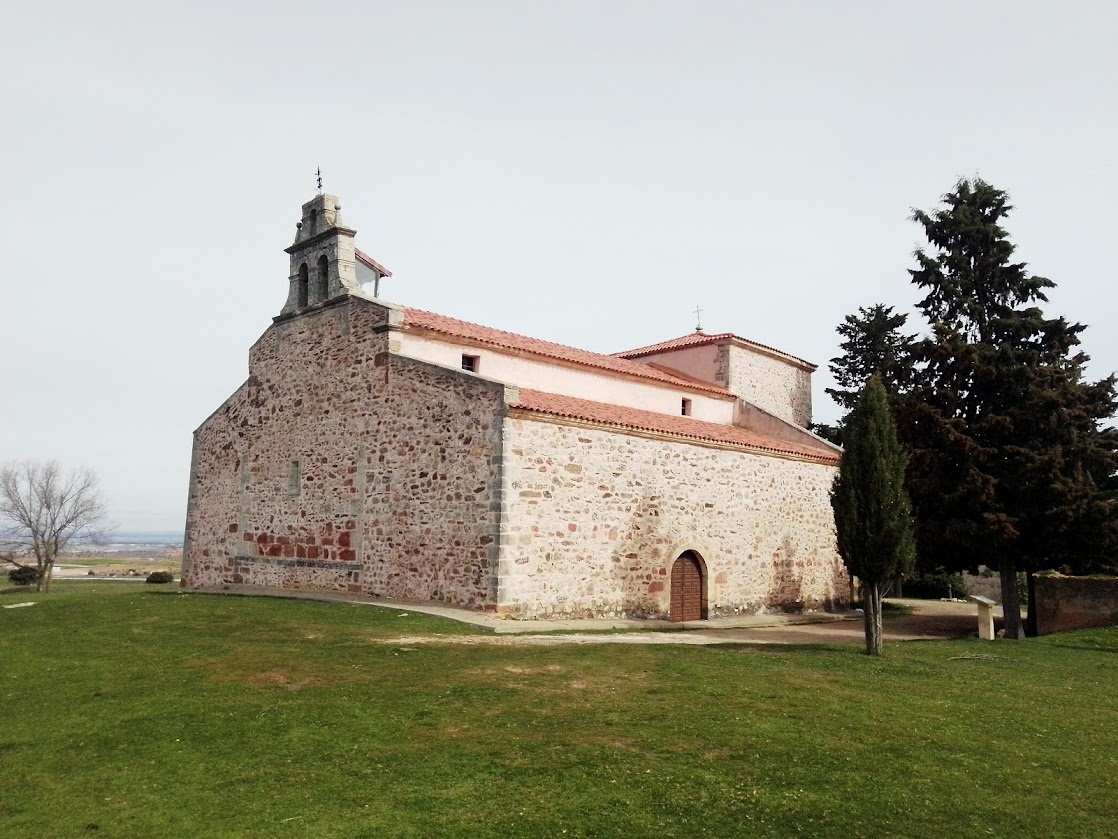
Ermita de Nuestra Señora del Lirio

| 1991-1995 | José Antonio Gil Hernando |         | PP        |
| 1995-1999 | Pedro Marcos Posadas      |         | PP        |
| 1999-2003 | Pedro Marcos Posadas      |         | PP        |
| 2003-2007 | Pedro Antón Casado        |         | PP        |
| 2007-2011 | Lucía Gil Guijarro        |         | PP        |
| 2011-2015 | Lucía Gil Guijarro        |         | PP        |
| 2015-2019 | Lucía Gil Guijarro        |         | PP        |
| 2019-2023 | Pedro Antón Casado        |         | PP        |
| 2023-act. | Pedro Antón Casado        |         | PP        |

Elecciones a la Diputación Provincial
El municipio pertenece al distrito electoral del partido judicial de Riaza en la Diputación Provincial de Segovia.

## Cultura

### Fiestas
- Virgen de Lirio (primer fin de semana de julio y primer fin de semana de septiembre).

## Patrimonio
- Iglesia de San Cristóbal.
- Ermita de la Virgen de Lirio (A-1, km 136).
- Miliario (A-1, km 135)

Honrubia de la Cuesta forma parte de la Denominación de Origen Ribera del Duero.